# I’m Looking Through You
«I'm Looking Through You» (с англ. — «Я тебя не замечаю») — песня группы «Битлз», впервые вышедшая на альбоме «Rubber Soul». В большей степени песня была написана Полом Маккартни (приписана авторскому дуэту Леннон/Маккартни).

## Песня
Песня написана о Джейн Эшер, девушке, с которой Маккартни встречался пять лет. Слова «You don’t look different, but you have changed» (с англ. — «Ты не выглядишь по-другому, но ты изменилась») отражают его неудовлетворённость этими отношениями.

## Запись песни
Группа записала несколько версий этой песни в октябре и ноябре 1965 года. Первая версия, записанная 24 октября в течение 9 часов, была медленней и характеризовалась другим ритмом; в ней также отсутствовала восьмитактовая секция со словами «Why, tell me why…» (эта версия была впоследствии опубликована в 1996 году в альбоме-компиляции «Anthology 2»). Более быстрая версия была записана 6 ноября, однако окончательная версия была записана 10 и 11 ноября (10 числа группа записала базовую версию, тогда как 11 числа дозаписала к ней несколько дополнительный партий).
В записи участвовали:
- Пол Маккартни — вокал (дважды записанная и сведённая в одну партия), акустическая ритм-гитара, бас-гитара, гитара-соло
- Джон Леннон — подголоски, акустическая ритм-гитара
- Джордж Харрисон — гитара
- Ринго Старр — ударные, бубен, орган Хаммонда

Следует заметить, что Иэн Макдональд не уверен, действительно ли Харрисон исполнял какую-либо партию на гитаре. Так же противоречивы мнения о том, исполнял ли Ринго Старр какую-либо партию на органе Хаммонда (несмотря на то, что Иэн Макдональд приводит эти данные, Марк Льюисон отмечает, что никакой партии органа в композиции не слышно, и что этот инструмент не упоминается в информационных материалах студии об этой песне; впрочем, Алан Поллак указывает на то, что партия органа всё-таки слышится на первой и второй доле после каждого припева). Существуют также мнения, что на бубне играл не Старр, а Харрисон.

## Кавер-версии
- Американская группа «Ted Leo and the Pharmacists» (Ted Leo and the Pharmacists) записала кавер-версию этой песни для трибьют-альбома «This Bird Has Flown — A 40th Anniversary Tribute to The Beatles' Rubber Soul» (октябрь 2005).
- Тайлер Хилтон записал кавер-версию песни для фильма «Imagine That».
- Песня также перепевалась менее известными группами и исполнителями, такими как Стив Эрл, Mark Heard, The Wallflowers, Davey Graham, The Punkles.

## Интересно
- На 1:58 песни ясно слышно, как у Ринго Старра «выпадает» один удар малого барабана[9].
- Песня является одной из воспроизводимых композиций в компьютерной игре «The Beatles: Rock Band».